# Byrrhus caribooensis
Byrrhus caribooensis là một loài bọ cánh cứng trong họ Byrrhidae. Loài này được Hatch miêu tả khoa học năm 1962.